# Espaubourg
 Espaubourg  es una población y comuna francesa, en la región de Picardía, departamento de Oise, en el distrito de Beauvais y cantón de Le Coudray-Saint-Germer.

## Demografía
| 228 | 244 | 206 | 223 | 308 | 376 | 393 |
| Para los censos de 1962 a 1999 la población legal corresponde a la población sin duplicidades (Fuente: INSEE [Consultar]) |     |     |     |     |     |     |